# Patricia Demas
Patricia Demas, née le 15 septembre 1966, est une femme politique française. Membre des Républicains, elle est élue sénatrice des Alpes-Maritimes le 27 septembre 2020.